# کنراد تسلتس
کنراد تسلتس (انگلیسی: Conrad Celtes؛ ۱ فوریهٔ ۱۴۵۹ – ۴ فوریهٔ ۱۵۰۸) یک شاعر اهل آلمان بود.